# Atkinson (Illinois)
Atkinson es un pueblo ubicado en el condado de Henry en el estado estadounidense de Illinois. En el Censo de 2010 tenía una población de 972 habitantes y una densidad poblacional de 235,74 personas por km².

## Geografía
Atkinson se encuentra ubicado en las coordenadas 41°24′48″N 90°0′17″O / 41.41333, -90.00472. Según la Oficina del Censo de los Estados Unidos, Atkinson tiene una superficie total de 4.12 km², de la cual 4.08 km² corresponden a tierra firme y (1.01%) 0.04 km² es agua.

## Demografía
Según el censo de 2010, había 972 personas residiendo en Atkinson. La densidad de población era de 235,74 hab./km². De los 972 habitantes, Atkinson estaba compuesto por el 99.18% blancos, el 0% eran afroamericanos, el 0.1% eran amerindios, el 0.1% eran asiáticos, el 0% eran isleños del Pacífico, el 0.31% eran de otras razas y el 0.31% pertenecían a dos o más razas. Del total de la población el 1.95% eran hispanos o latinos de cualquier raza.